# Кумейки
Куме́йки (укр. Кумейки) — село в Черкасском районе Черкасской области Украины.
Население по переписи 2001 года составляло 863 человека. Почтовый индекс — 19614. Телефонный код — 472.

## История
С 6 по 10 декабря 1638 года под Кумейками произошла Кумейковская битва, в ходе которой повстанцы Павлюка были разгромлены коронным польским войском, а восстание Павлюка подавлено.
В селе родился Герой Советского Союза Кузьма Нездолий.

## Местный совет
19614, Черкасская обл., Черкасский р-н, с. Кумейки, ул. Ленина, 1